# Коментарі та заяви з приводу російського вторгнення в Україну
- Посол Китаю в ООН Чжан Цзюнь сказав, що всім сторонам потрібно «зберігати холодну голову й раціональність» і що «особливо важливо наразі уникнути підігрівання напруженості»[1]. Позиція Китаю полягала в осудженні як розвитку війни, так і запровадження односторонніх санкцій проти Росії[2]. Помічниця міністра закордонних справ КНР Хуа Чуньїн висловилася за те, щоб не називати події в Україну «у типовому західному стилі» вторгненням[3].
- Прем'єр-міністр Великої Британії Борис Джонсон описав російське вторгнення як «катастрофу для нашого континенту» й анонсував, що обговорить ситуацію з лідерами країн «Великої сімки»[4].
- Міністр закордонних справ Німеччини Анналена Бербок відгукнулася, що «російський уряд порушує найелементарніші правила міжнародного порядку на очах світу», та заявила, що німецькі дипломати, які залишилися в Києві, покинуть столицю[5]. Федеральний канцлер Німеччини Олаф Шольц назвав напад Росії «чорним днем для Європи» і закликав Путіна зупинитися негайно[6].
- Генеральний секретар НАТО Єнс Столтенберг назвав «безвідповідальним» заклик президента Росії Володимира Путіна підвищити рівень бойової готовності його ядерних сил. Бен Годжес, колишній командувач армії США в Європі, відгукнувся: «Ніхто не повинен дивуватися, що він [Путін] зробить це [такий заклик]»[джерело?].
- Папа Римський Франциск відвідав російське посольство та провів телефонну розмову з Володимиром Зеленським. Папа висловив «глибокий біль» за страждання країни[7].
- Радикальний ісламістський рух Талібан закликав вирішити конфлікт мирним шляхом[8].
- Понад 200 Нобелівських лавреатів підписали листа на підтримку України, де порівняли Росію з гітлерівською Німеччиною та осудили її дії[9].

- 3 березня Олександр Лукашенко заявив, що Білорусь хочуть «заштовхати у війну в Україні» та наголосив, що білоруси боротимуться лише на своїй землі. За його словами, «війна Білорусі з Україною потрібна ворогам, щоб оголити інші кордони Білорусі, але він „розкусив“ цей план»[10].

- Очільниця білоруської опозиції Світлана Тихановська оголосила, що представлятиме Білорусь замість Лукашенка, який, за її оцінкою, більше не є гарантом незалежності та територіальної цілісності Білорусі[11].
- Прем'єр-міністр Грузії Іраклій Гарібашвілі заявив, що Грузія не планує підтримувати фінансові й економічні санкції західних країн проти Росії, зіславшись на те, що це більше нашкодить його країні та населенню[12].
- Казахстан відмовився допомагати Путіну у війні проти України[13].
- Президент Туреччини Реджеп Ердоган запевнив, що Україна та Росія є ключовими торговими партнерами, тож конфлікт між двома країнами може завдати шкоди економіці Туреччини. Він засудив вторгнення Росії в Україну як «важкий удар по регіональному миру та стабільності»[14], а також розкритикував НАТО за відсутність конкретних дій у вирішенні конфлікту (станом на 25 лютого)[15].
- Президент Сербії Александар Вучич пообіцяв офіційно осудити визнання Росією незалежності ЛНР і ДНР, якщо президент України так само публічно осудить бомбардування Югославії НАТО 1999 року. Він висловив військовий нейтралітет щодо поточної ситуації та підтримку суверенітету України[16].
- Президент США Джо Байден і Сенат США визнали очільника Кремля В. Путіна військовим злочинцем і кривавим диктатором.[17] Президент США Джозеф Байден 13 квітня заявив, що Володимир Путін здійснює геноцид в Україні. Джо Байден став першим зі світових лідерів, який однозначно вжив термін «геноцид» щодо війни Росії проти України[18].
- Прем'єр-міністр Великої Британії Борис Джонсон попередив 19 березня, що Захід не повинен намагатися «нормалізувати відносини» з президентом Росії Володимиром Путіним.
- Міністерка закордонних справ Британії Ліз Трасс заявила, що Кремль, схоже, використовує мирні переговори між Москвою і Києвом лише для прикриття для своїх військових дій[19].
- 29 березня Борис Джонсон заявив, що хоче надати Україні більш летальну військову допомогу, оскільки Володимир Путін «підливатиме масла у вогонь».[20] Також прем'єр-міністр Великої Британії Б. Джонсон після візиту в Україну 6 квітня заявив, що звірства Росії в Бучі та інших містах «близькі до геноциду»[21].
- Після вторгнення Росії на територію України Папа Франциск виступив із різними ініціативами з метою встановлення миру, зокрема він відвідав Посольство Росії при Святому Престолі[22]. Вкрай незвичним кроком було те, що Папа на початку березня відправив на допомогу Україні двох високопоставлених кардиналів: кардинала Конрада Краєвського та кардинала Майкла Черні[23]. 25 березня Франциск здійснив акт посвячення Росії та України[24].